# 临沂市第四人民医院
35°05′42″N 118°18′36″E / 35.0951°N 118.31°E
临沂市第四人民医院，别名临沂市精神卫生中心、临沂市精神病医院，是一所位于中国山东省临沂市的综合性公立医院。医院始建于1965年，原址位于临沂市河东区汤头镇，于1995年搬迁至临沂市兰山区前十街。临沂市第四人民医院开设有网络成瘾戒治中心（网戒中心），长期以强制青少年戒网治疗而闻名。临沂市第四人民医院副院长、网戒中心主任杨永信任职期间，该院多次因戒网治疗、特别是电击法治疗而引起社会争议，多次受到中国及世界各国媒体和网民的广泛关注。

## 特色科室

### 网络成瘾戒治中心

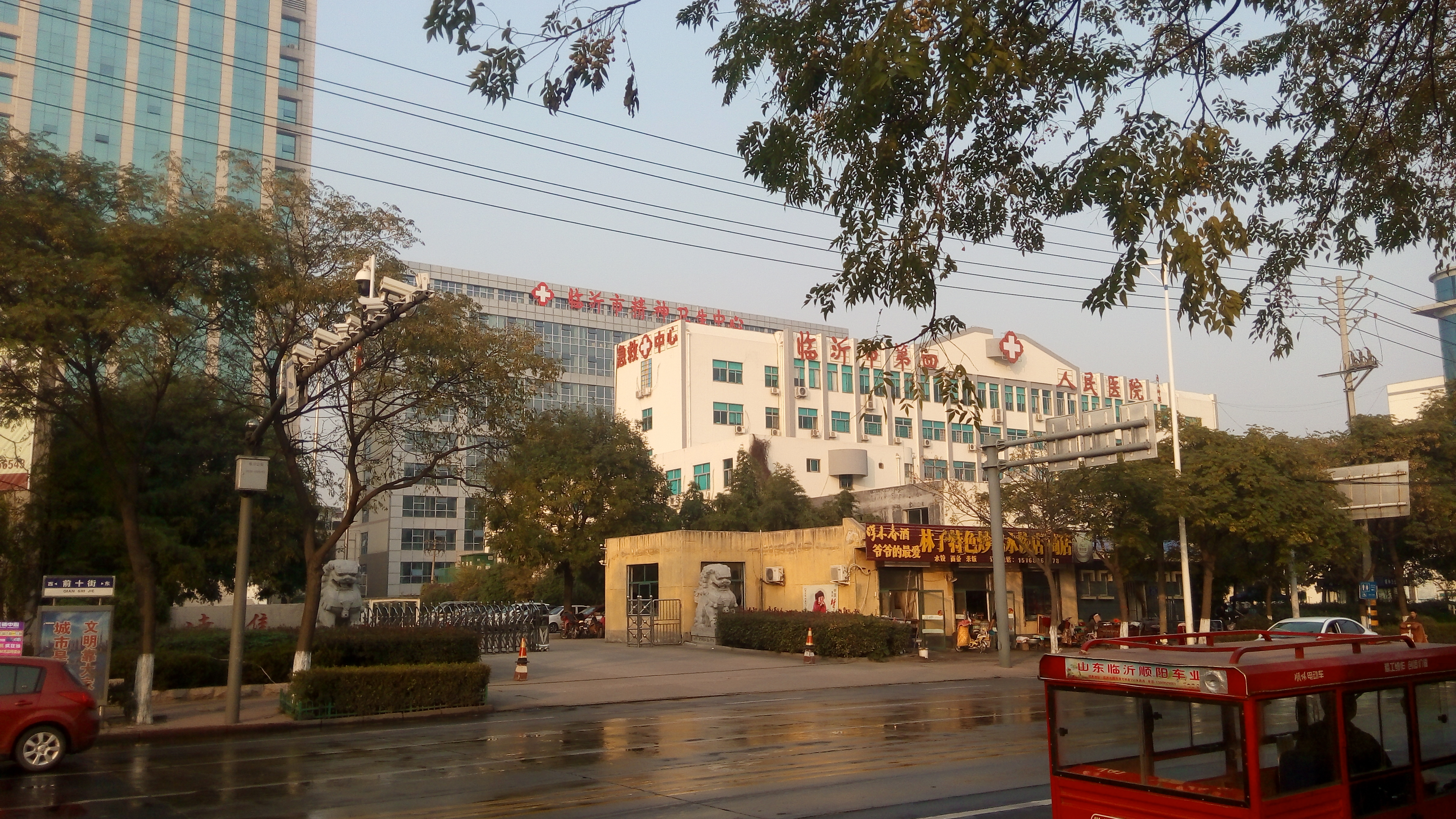
临沂市第四人民医院门诊楼（前）与精神卫生中心大楼（后）

网络成瘾戒治中心于2006年1月10日挂牌成立，2008年3月起，由临沂市第四人民医院副院长杨永信兼任网戒中心主任，开始使用电刺激疗法对网瘾患者进行治疗。该中心声称“已有数千名网瘾孩子在这里成功戒除网瘾，受到中央、省、市等媒体的广泛关注”，主要诊疗范围为存在“逃学厌学、离家出走、痴迷网络、撒谎叛逆、漠视亲情、仇视父母、结交损友、打架斗殴、偷摸抢骗、早恋同居、游手好闲、享乐纵欲、自卑消沉、孤独自闭、幼稚偏执、自暴自弃”的青少年。

## 争议

### 网瘾治疗手法
自2006年起，通过一系列媒体和网友曝光，临沂市第四人民医院的网瘾治疗、特别是杨永信本人在其中发挥的作用多次引起大规模社会的争议，受到了中国国内外媒体和网民的广泛关注。
自2008年杨永信“电刺激治疗网瘾”被媒体曝光后，引起了网络舆论特别是青少年网民极大的不满，网民多数直指其使用电击虐待患者毫无人道，“让人生不如死”。不少曾经接受治疗的患者在接受平面媒体采访时，也表达了类似看法，形容网戒中心“和传销一样”，如同地狱。有评论指出，这种对未成年人施加电击的做法，侵犯了孩子的人权。还有法律专业网站评论认为电击违反了《未成年人保护法》中的“禁止对未成年人实施家庭暴力，禁止虐待、遗弃未成年人”的条款，可能致伤及严重致死的危害，最高完全可按故意伤害罪论处。面对争议，杨永信回应称其从事的网瘾治疗工作并未触犯任何法律法规，网戒中心“坦坦荡荡，任由你看”，并相信总有一天其他人会理解他的事业。他坚持认为，网瘾患者存在的问题并不仅仅是网瘾自身，还包括所谓的认知偏差和性格缺陷；沉溺于网瘾的人会逐渐失去人性，而渐渐出现“兽性”，因此，最重要的就是要矫正患者的“性格缺陷”。
尽管电刺激法治疗网瘾在网络上引起了激烈的讨论，也有部分媒体对此表示质疑，但大多数媒体直至2009年之前一直对杨永信的治疗方式持褒扬态度。其间，杨永信还获得了中华人民共和国国务院政府特殊津贴，入选山东省道德模范候选人。甚至在卫生部明令叫停后，杨永信本人也没有受到任何刑事处罚或起诉。
2009年4月后，美国《科学》杂志、人民网、新华社、《中国青年报》、英国《卫报》等相继发文批评杨永信和临沂市第四人民医院“摧残式戒网瘾”的治疗方式。
2016年8月24日，网名为“未消逝的青春2015”的微博用户发文《我在临沂网戒中心的真实经历》，详细披露至少三次经历“觉得活着没意思”的电击，以及被要求忏悔自己、跟学员、家长互相举报折磨等等经历，随后被杨永信中心的“家长委员会”成员追捕，其女友的个人资料也被公布，并要求他删除文章和微博，使其开始“逃亡”。时隔近十年，杨永信“仍逍遥法外”再度引起了网民不满。截止2024年5月25日，网戒中心已被关停。。